# بريكر بوت
بريكر بوت (بالإنجليزية: BrickerBot)‏ كان برنامجًا ضارًا حَاوَل إجراء تدمير دائم [الإنجليزية] (تطويب [الإنجليزية]) أجهزة إنترنت الأشياء غير المحميَّة. قام بريكر بوت بتسجيل الدخول إلى أجهزة سيئة الأمان وأصدر أوامر ضارة لتعطيلها. تم اكتشافه لأول مرة بواسطة رادوير [الإنجليزية] بعد أن هاجم مصائد مُخترقي الشبكات الخاصة بهم في 20 أبريل 2017. في 10 ديسمبر 2017 تمَّ إنهاء البرنامج.
كانت الأجهزة الأكثر إصابة في الأرجنتين، تليها أمريكا الشمالية وأوروبا وآسيا (بما في ذلك الهند).

## اكتشاف

### الإصدار الأوَّل (BrickerBot.1) والإصدار الثاني (BrickerBot.2)
تم اكتشاف عائلة البرامج الضارة بريكر بوت لأول مرة بواسطة رادوير [الإنجليزية] في 20 أبريل 2017، عندما هاجم مصائد مُخترقي الشبكات الخاصة بهم حواليّ 1895 مرة على مدار أربعة أيَّام، وكانت طريقة هجوم بريكر بوت هي اختراق كلمة مرور تل نت، ثُمَّ تشغيل الأوامر باستخدام بيزي بوكس لإفساد وحدات مالتيميديا كارد [الإنجليزية] (MMC ) وجهاز تكنولوجيا الذاكرة [الإنجليزية] (MTD). وبعد أقل من ساعة من الهجوم الأولي، بدأت الروبوتات في إرسال مجموعةٍ مُختلفةٍ قليلًا من الأوامر الضَّارة، وهذا أشار إلى وجود إلى إصدارٍ جديد سُميّ BrickerBot.2، وقد استخدم الإصدار الجديد شبكة تور. لإخفاء موقعه، ولم يعتمد على وجود بيزي بوكس على الهدف، وتمكن من إتلاف المزيد من أنواع أجهزة التخزين.

### الإصدار الثالث (BrickerBot.3) والإصدار الرابع (BrickerBot.4)
كُشِفَ عن BrickerBot.3 في 20 مايو 2017، (بعد شهرٍ واحد من الاكتشاف الأولي لـBrickerBot.1). في نفس اليوم، تم تحديد جهاز واحد على أنَّهُ مصاب بـBrickerBot.4، ولم يُلاحظ أي حالات أخرى مِنهُ مُنذ ذلك الحين.

## التأثير والإغلاق
وفقًا لجانيتُر (بالإنجليزية: Janit0r)‏ (مُنشِئ بريكر بوت)، فقد دمر أكثر من عشرة ملايين جهاز قبل أن يعلن عن إنهاءه في 10 ديسمبر 2017. في مقابلة مع بليبينغ كومبيوتر [الإنجليزية]، ذكر جانيتُر أن بريكر بوت كان يهدف إلى منع إصابة الأجهزة بميراي [الإنجليزية]. أصدر فريق الاستعداد لطوارئ الحاسوب بالولايات المتحدة تنبيهًا بشأن بريكر بوت في 12 أبريل 2017.